# Nationalrat (Slowenien)
Der Nationalrat (slowenisch Državni svet) ist das Oberhaus des slowenischen Parlaments. Seine Aufgabe ist die Vertretung sozialer, wirtschaftlicher und regionaler Interessen in der slowenischen Legislative.
Das Unterhaus heißt Državni zbor (Nationalversammlung). Beide Institutionen haben ihren Sitz im Gebäude der Nationalversammlung (umgangssprachlich: Slowenisches Parlament).

## Zusammensetzung
Der Nationalrat besteht aus 40 Abgeordneten, die von funktionalen (d. h. sozialen und wirtschaftlichen) sowie von regionalen Interessengruppen entsandt werden.
Er setzt sich folgendermaßen zusammen:
- 4 Vertreter der Arbeitgeber
- 4 Vertreter der Arbeitnehmer
- 4 Vertreter von Bauern, Händlern, Dienstleistern und der freien Berufe
- 6 Vertreter von „nicht-kommerziell“ Tätigen
- 22 Vertreter lokaler Interessengruppen

## Wahl
Die Mitglieder des Nationalrates werden nicht über ein allgemeines Wahlrecht bestimmt. Es gilt das jeweilige Verfahren innerhalb einer Interessengruppe, die Abgeordnete entsendet. Die Amtszeit beträgt fünf Jahre.
Die 18 Repräsentanten funktionaler Interessen werden durch ein Wahlmännerkollegium gewählt, dessen Zusammensetzung in den Interessengruppen geregelt ist.
Für die Wahl der 22 Repräsentanten regionaler Interessen ist das Staatsgebiet in 22 Wahlkreise eingeteilt. Die Zusammensetzung des Wahlmännerkollegiums in den Wahlkreisen wird von den Gemeinderäten in geheimer Abstimmung bestimmt.  Wenn der Wahlkreis mehr als eine Gemeinde umfasst, entsendet jede Gemeinde einen Repräsentanten in das Wahlmännerkollegium; pro 5.000 Einwohner erhöht sich die Anzahl um einen weiteren Repräsentanten.
Ein Kandidat gilt als in den Nationalrat gewählt, wenn er die relative Mehrheit der abgegebenen Stimmen auf sich vereinen kann.
Alle slowenischen Bürger, die das 18. Lebensjahr vollendet haben, besitzen in Bezug auf den Nationalrat grundsätzlich das aktive und passive Wahlrecht. Dieses wird über die Zugehörigkeit zu einer Interessengruppe (funktional und/oder regional) bestimmt. Nicht-slowenische Staatsbürger besitzen, wenn sie einer funktionalen Interessengruppe zugerechnet werden können, zwar ein aktives Wahlrecht, nicht jedoch das passive.

## Befugnisse
Nach der slowenischen Verfassung zählen zu den Aufgaben des Nationalrates:
1. Initiativrecht im Gesetzgebungsprozess
2. Verabschiedung von Stellungnahmen an die Nationalversammlung (sowohl vom Nationalrat insgesamt als auch von einzelnen Ausschüssen)
3. aufschiebendes Vetorecht gegenüber einem von der Nationalversammlung verabschiedeten Gesetz
4. das Recht, die Nationalversammlung aufzufordern, ein Referendum über einen Gesetzesvorschlag oder ein kürzlich verabschiedetes Gesetz auszurufen; die Nationalversammlung muss dieser Aufforderung Folge leisten
5. das Recht, die Nationalversammlung aufzufordern, einen Untersuchungsausschuss einzusetzen; die Nationalversammlung muss dieser Aufforderung Folge leisten
6. das Recht, die Verfassungskonformität bestehender Gesetze vom Verfassungsgericht der Republik Slowenien überprüfen zu lassen

Das Zustimmungsquorum aller Befugnisse des Nationalrates (mit Ausnahme von Punkt 4) liegt bei 50 % plus einer Stimme (der abgegebenen Stimmen). Die Inanspruchnahme des Rechts, ein Referendum auszurufen (Punkt 4), erfordert die absolute Mehrheit aller Abgeordneten (d. h. wenigstens 21 Stimmen). Bei allen Abstimmungen des Nationalrats muss diese Mehrheit, müssen mindestens 21 Abgeordnete anwesend sein.

## Präsidenten des Nationalrates
1. Ivan Kristan (LDS), 23. Dezember 1992 – 17. September 1997
2. Tone Hrovat (SLS), 17. September 1997 – 17. Dezember 2002
3. Janez Sušnik (DeSUS), 17. Dezember 2002 – 12. Dezember 2007
4. Blaž Kavčič (LDS / SM-Zeleni), 12. Dezember 2007 – 12. Dezember 2012
5. Mitja Bervar (LDS / SMC), 12. Dezember 2012 – 12. Dezember 2017
6. Alojz Kovšca (GAS / Konkretno), 12. Dezember 2017 – 22. Dezember 2022
7. Marko Lotrič (unabhängig), 22. Dezember 2022 – heute